# St. Johannes (Münsingen)

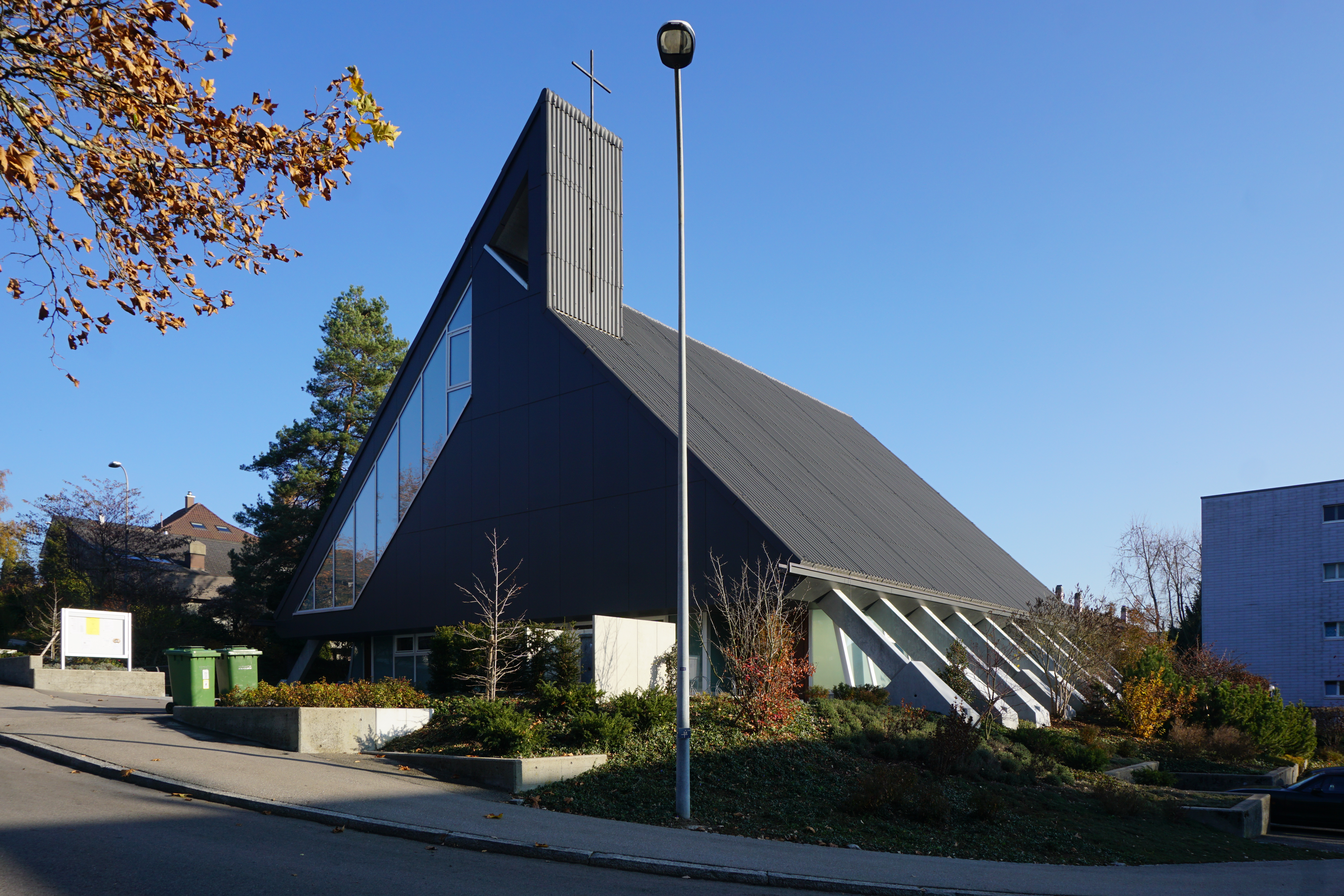
Die Johanneskirche in Münsingen

Die Kirche St. Johannes ist die Pfarrkirche der römisch-katholischen Pfarrei St. Johannes in Münsingen bei Bern in der Schweiz Gleichzeitig mit dem Bau der Kirche entstand 1970 auch die Pfarrei.

## Geschichte und Pfarreistruktur
Ein erster katholischer Gottesdienst fand 1949 mit Pfarrer Paul Engler aus Konolfingen im Sekundarschulhaus von Münsingen statt. Wegen des Anwachsens der katholischen Bevölkerung wurde 1964 ein Pfarr-Rektorat errichtet, und 1966 zog Pfarr-Rektor Werner Probst ins neue Pfarrhaus am Löwenmattweg ein. Auf dem 1963 mit Unterstützung der Kirchenbauhilfe des Bistums Basel gekauften Bauland am Löwenmattweg entstand 1969 nach kurzer Bauzeit eine der sogenannten Fastenopfer-Kirchen. Am 25. Januar 1970 weihte Bischof Anton Hänggi die neue Kirche auf den Namen des Evangelisten Johannes. Die gleichzeitig gegründete Pfarrei umfasst die Einwohnergemeinden Münsingen, Rubigen, Allmendingen, Trimstein, Tägertschi, Wichtrach und Kiesen. Aus dem 1993 mit Konolfingen entstandenen Seelsorgeverband wurde 2012 der Pastoralraum Münsingen-Konolfingen. Seit 2012 bildet die Pfarrei St. Johannes mit der Nachbarpfarrei Auferstehung in Konolfingen den Pastoralraum Bern-Süd und ist nun dem von Bischof Felix Gmür am 15. Mai 2018 errichteten Pastoralraum Region Bern angeschlossen.

## Baubeschreibung

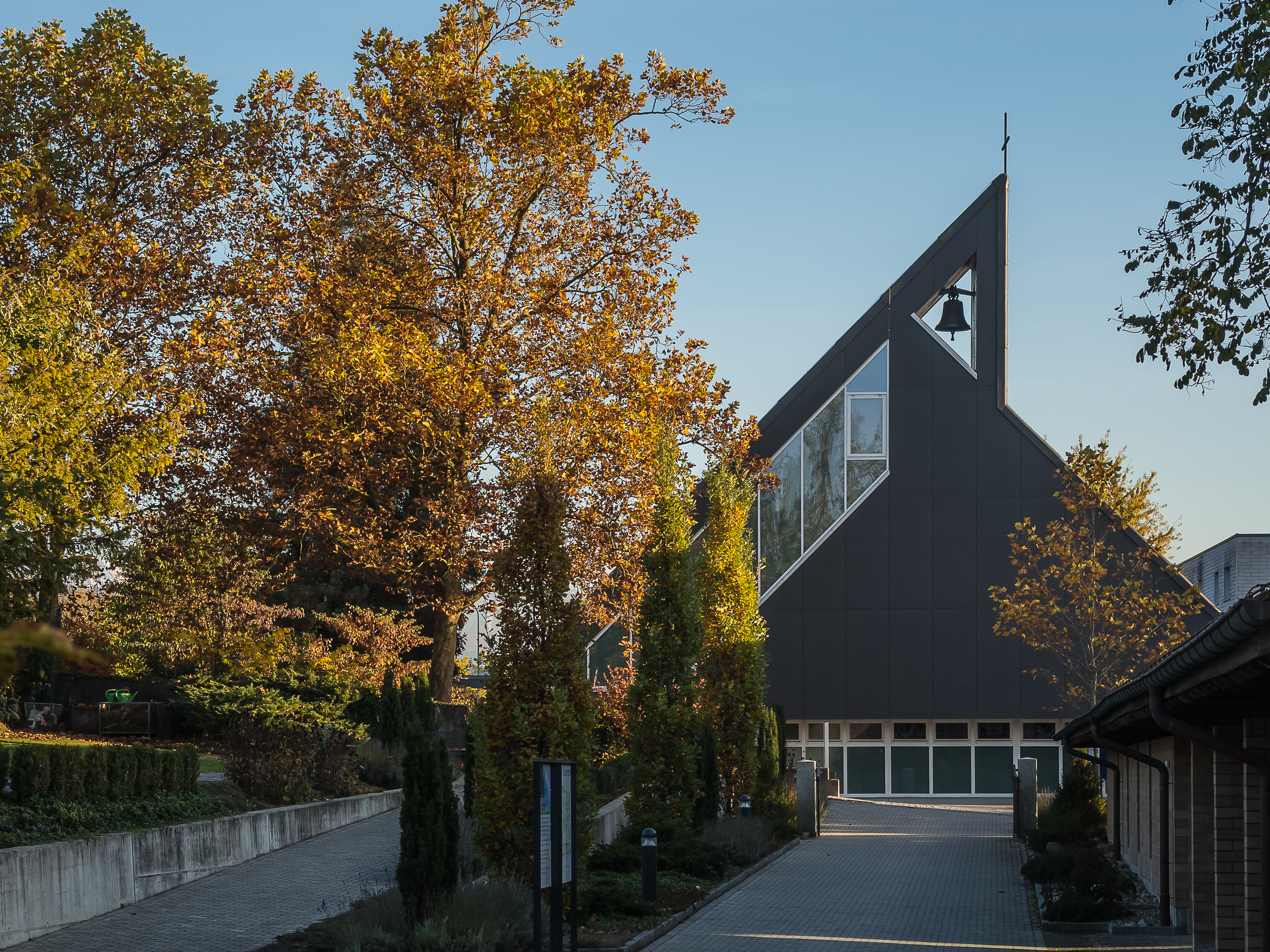
Eingangspartie

Die 1969 erstellte Johanneskirche wurde als Fastenopferkirche nach Plänen des Architekten Hanns Anton Brütsch aus vorgefertigten Elementen errichtet. Zwei Jahre nach der baugleichen Heiliggeist-Kirche von Belp erhielt der Bau einige Verbesserungen. Alle Teile des Kirchbaus sind demontierbar konstruiert, um an anderer Stelle erneut aufgebaut werden zu können. Dank dem Satteldach, das im 45-Grad-Winkel bis zum Boden heruntergezogen ist, konnte auf das Errichten von Seitenwänden verzichtet werden. Hinter der Altarwand befinden sich auf drei Stockwerken Büros und Besprechungsräume. 2002 wurde südlich ein Pfarrsaal angebaut, und 2012 wurde die Kirche aussen saniert und das Eternitdach ersetzt. 2017 und 2018 wurden auf den Pfarrhaus- und Pfarreizentrumsdächern Photovoltaikanlagen montiert, um dem Auftrag für die Kirchgemeinden zum ökologischen Engagement zu folgen.

### Innenraum und künstlerische Ausstattung

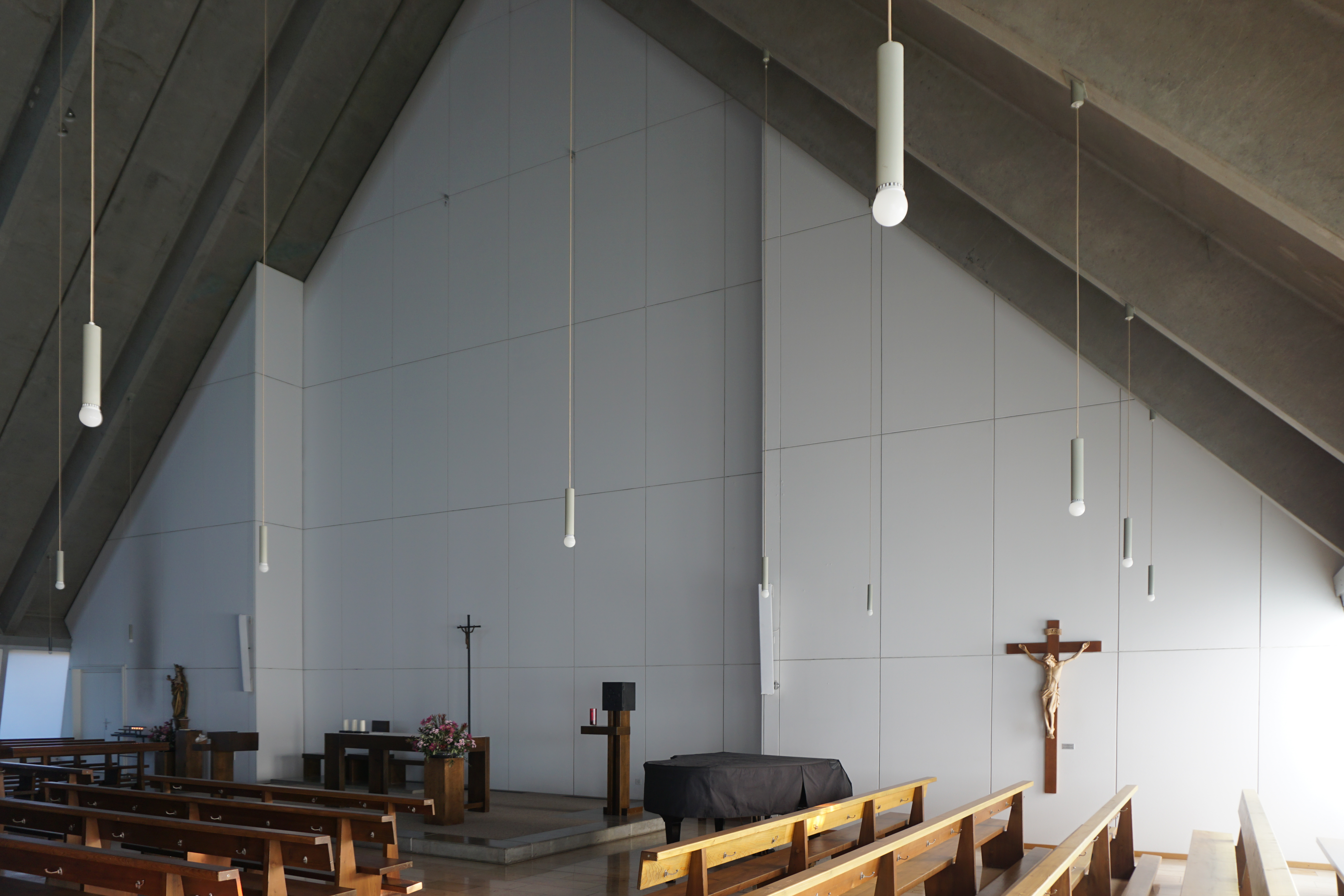
Inneres mit Altarraum

Die traditionellen Kirchenbänke sind U-förmig zum Chorbereich ausgerichtet und durch diagonale Korridore getrennt. In den Glasfenstern an den Seiten und unter der Empore sind Szenen aus dem Leben Jesu dargestellt. Im sonst schmucklosen Raum sind noch die Madonnenstatue aus einem vorderen Jahrhundert an der linken Seite, das schlichte Kreuz hinter dem Altar und rechts das Kreuz der italienischsprachigen Gemeinde zu erwähnen.

### Glocke
Auf dem Glockenträger ist eine einzelne auf g‘ gestimmte Glocke aufgehängt. Auf ihr ist der Vers aus dem Johannes-Evangelium (Joh 17,21 ) «Dass alle eins seien» eingeprägt.

### Empore und Orgel

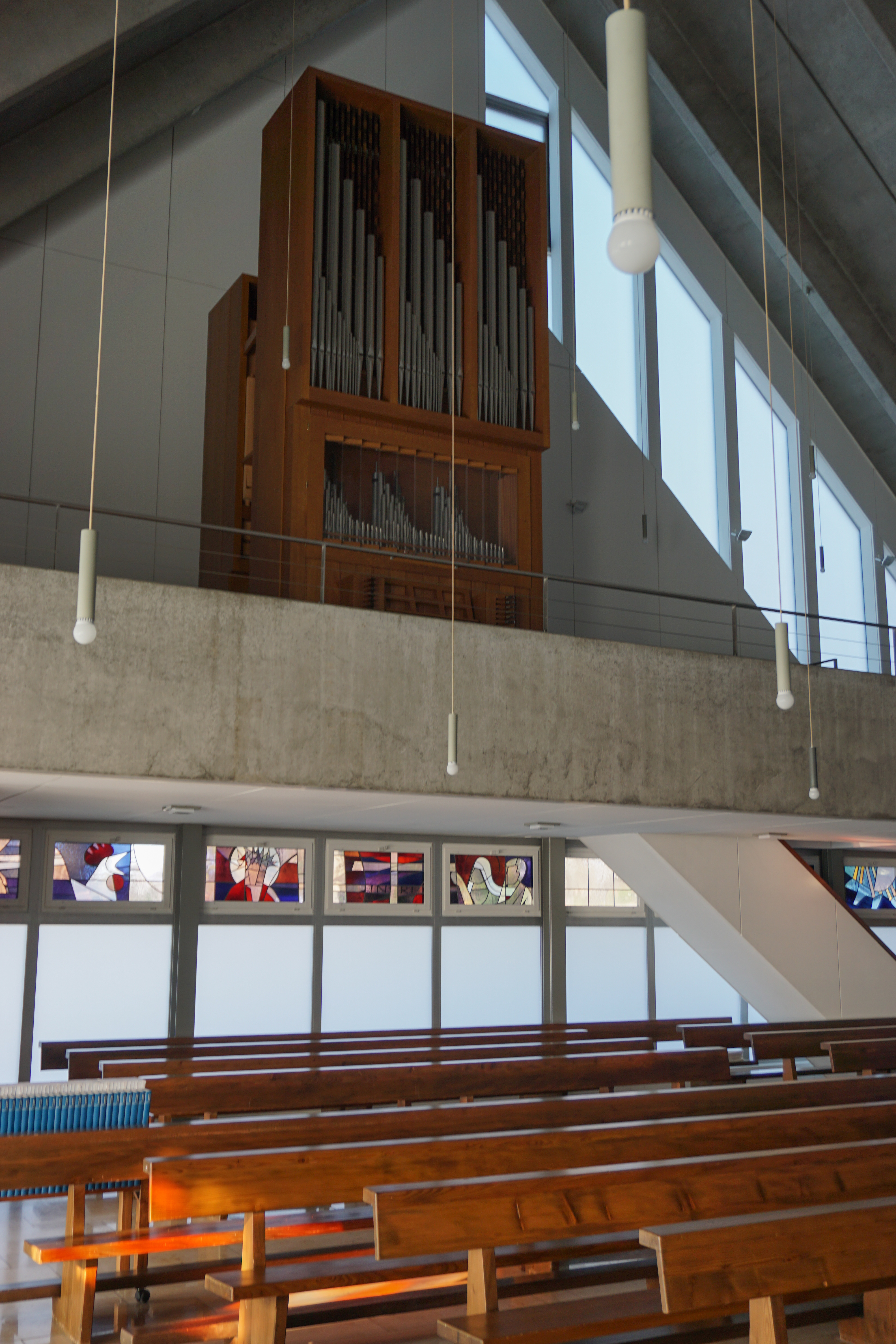
Empore und Orgel

Am 8. Mai 2017 beschloss die Kirchgemeindeversammlung den Ersatz der bestehenden Orgel. Das von Orgelbau Kuhn AG 1970 gebaute und 1983 in Münsingen installierte Instrument wurde abgebaut und in eine polnische Kirche verbracht. Im August 2018 wurde die Empore angepasst und im September die neue Orgel eingebaut und intoniert. Diese war 1980 von der Firma Thomas Wälti Orgelbau in Gümligen für die Lukaskapelle der evangelisch-methodistischen Kirche in Bern erstellt worden. Seit dem Verkauf der Kapelle 2012 war das Werk bei der Firma Wälti eingelagert und wurde nun nach einer Revision und umfangreichen Anpassungsarbeiten durch die Firma Wälti wieder in Gebrauch genommen. Die Orgel mit zwei Manualen und Pedal wurde erweitert und besitzt neu 17 Register mit mechanischer Spiel- und Register-Traktur und Schleifladen. Das Brustwerk ist über Glasjalousien schwellbar.
| I Hauptwerk C–g3  |        |
| Principal         | 8′     |
| Schwebung (ab g°) | 8′     |
| Hohlflöte         | 8′     |
| Oktave            | 4′     |
| Quinte            | 2 ⁄3′  |
| Gemshorn          | 2′     |
| Terz              | 1 3⁄5′ |
| Mixtur IV         | 2′     |

| II Brustwerk C–g3 |       |
| Gedackt           | 8′    |
| Gambe             | 8′    |
| Rohrflöte         | 4′    |
| Prinzipal         | 2′    |
| Largiot           | 1 ⁄3′ |
| Regal             | 8′    |

| Pedal C–f1 |     |
| Subbass    | 16′ |
| Spitzflöte | 8′  |
| Trompete   | 8′  |

- Koppeln: II/I, I/P, II/P